# Edmund P. Giambastiani
Edmund P. Giambastiani, Jr. (Canastota, 4 maggio 1948) è un ammiraglio statunitense.

## Biografia
Dopo il diploma con lode alla Accademia Navale di Annapolis (United States Naval Academy) nel 1970, svolse la parte iniziale della sua carriera principalmente nel campo dei sottomarini, arrivando a comandare il sottomarino nucleare d'attacco USS Richard B. Russell e ad essere nominato responsabile del comando sottomarini della Atlantic Fleet; ricoprì poi vari incarichi di stato maggiore nella struttura militare statunitense e della NATO, tra cui ruolo di vice presidente del Joint Chiefs of Staff.
Si è ritirato dalla marina nel 2007 dopo 37 anni di servizio.